# Свети Георги (Енина)
Вижте пояснителната страница за други значения на Свети Георги.
„Свети Георги“ е възрожденска православна църква в село Енина, община Стара Загора, България.

## История
Църквата е изградена в 1837 година в центъра на Енина от видния костурски архитект Петко Боз. Църквата е построена върху стар храм от 1804 година.